# 春望 (電視劇)
《春望》是1981年中華電視公司（華視）八點檔連續劇，播出期間為1981年9月24日至10月17日，共21集，製作人是張永祥，主演包括了張允文、傅雷、金超群、李天柱、李麗鳳、常楓、于珊、唐凱、于鶴齡、狄慶元、曾亞君、古軍、杜滿生、高鑑華、顏鳳嬌、劉方英、劉士範等人。
《春望》是一部反共題材電視劇，描述了四五天安門事件之後中國共產黨高級幹部羅鵬飛（虛構人物）一家中的鬥爭和愛情故事；劇名來自於劇中角色羅申創辦的民主運動雜誌《春望》。1982年第17屆金鐘獎，《春望》獲得電視金鐘獎連續劇獎、製作獎、編劇獎、導播獎。